# Gruppo di Triolet
Il Gruppo di Triolet è un massiccio montuoso del Massiccio del Monte Bianco. Si trova sul confine tra l'Italia (Valle d'Aosta) e la Francia (Alta Savoia).

## Caratteristiche
Il massiccio è delimitato a sud-ovest dal Colle di Talèfre (oltre al quale si trova il Gruppo di Leschaux); a nord-ovest dal Col des Courtes (oltre il quale si trova la Catena Droites-Courtes) e a nord-est dal Col du Dolent (oltre il quale si trova il Gruppo del Dolent).
Oltre la parte più elevata situata sul confine italo-francese il massiccio comprende anche la lunga cresta che si dirige verso sud-est e divide il bacino del Ghiacciaio di Triolet da quello del Ghiacciaio di Pré de Bar.

## Classificazione
Secondo la SOIUSA il Gruppo di Triolet è un sottogruppo alpino con la seguente classificazione:
- Grande parte = Alpi Occidentali
- Grande settore = Alpi Nord-occidentali
- Sezione = Alpi Graie
- Sottosezione = Alpi del Monte Bianco
- Supergruppo = Massiccio del Monte Bianco
- Gruppo = Catena dell'Aiguille Verte
- Sottogruppo = Gruppo di Triolet
- Codice = I/B-7.V-B.5

## Vette
Le vette principali sono:
- Aiguille de Triolet - 3.874 m

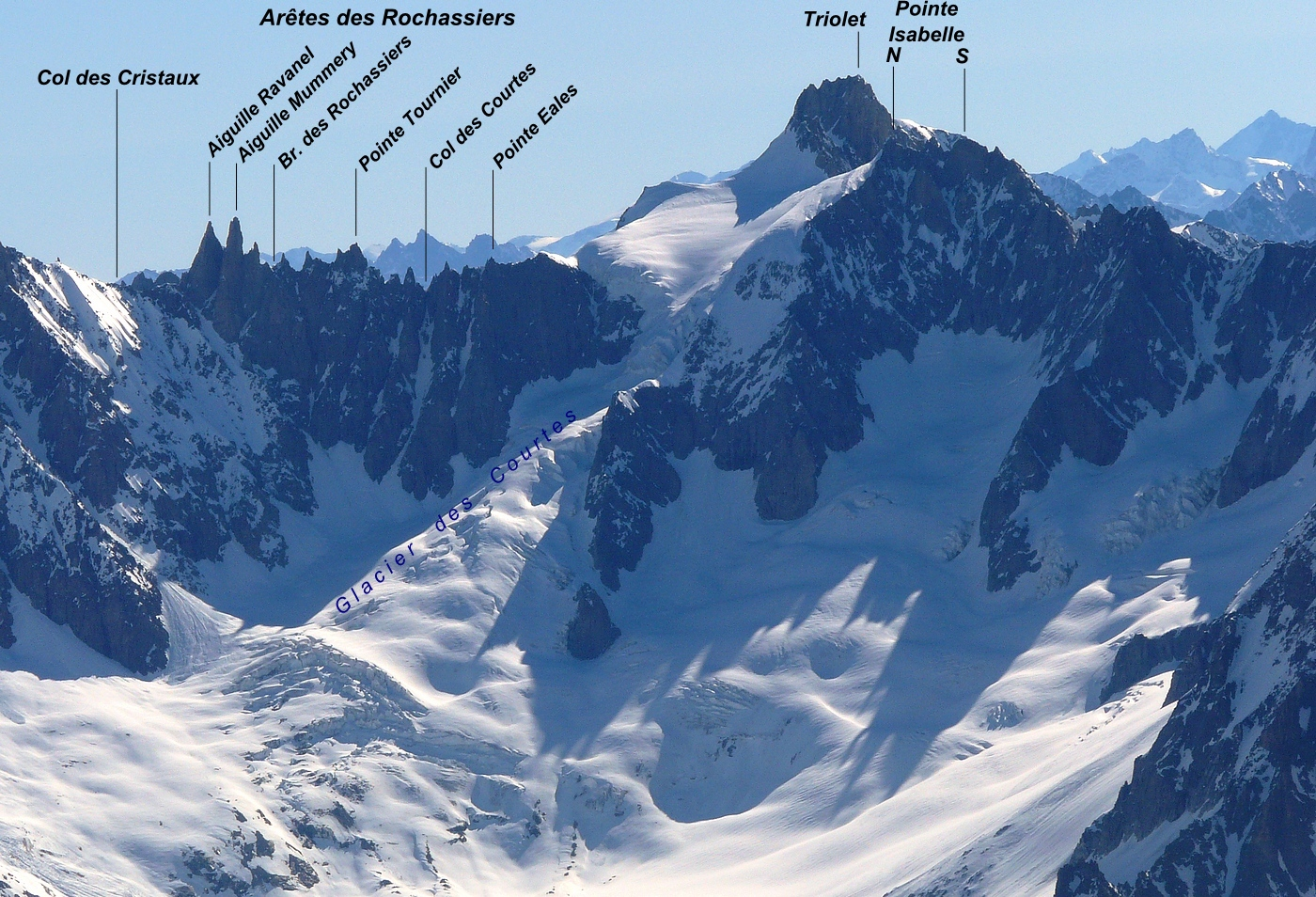
Alcune montagne del gruppo viste dal versante francese.

- Petites Aiguilles de Triolet - 3.806 m
- Punta Isabella - 3.761 m
- Pointe du Domino - 3.648 m
- Pointe des Papillons - 3.641 m
- Pointe Eales - 3.612 m
- Aiguille Savoie - 3.604 m
- Monts Rouges de Triolet - 3.435 m
- Aiguilles Rouges de Triolet - 3.289 m